# Højbygård
Højbygaard er en gammel hovedgård 1 km syd for Holeby midt på Lolland. Den nævnes første gang i 1397. Højbygaard er nu avlsgård under Lungholm Gods. Gården ligger i Tågerup Sogn, Fuglse Herred, Lolland Kommune. Hovedbygningen er opført i 1761 og ombygget i 1906.
Umiddelbart nordvest for gården findes Lolland Falster Airport.
Højbygaard er på 247 hektar

## Ejere af Højbygaard
- (1397-1410) Iven Bramsted
- (1410-1415) Slægten Kabel
- (1415-1420) Slægten Gjøe
- (1420) Mette Gjøe gift Valkendorf
- (1420-1445) Henning Valkendorf
- (1445-1489) Mette Gjøe gift Valkendorf
- (1489-1500) Claus Eriksen Krummedige
- (1500-1521) Claus Clausen Krummedige
- (1521-1555) Otto Krumpen
- (1555) Helvig Hartvigsdatter Ulfeldt gift Bille
- (1555-1590) Steen Bille
- (1590-1616) Knud Steensen Bille
- (1616-1638) Holger Knudsen Bille
- (1638-1655) Henrik Rantzau
- (1655-1670) Henrik Henriksen Rantzau
- (1670-1685) Christopher Henriksen Rantzau
- (1685-1725) Kronen
- (1725-1757) Abraham Lehn
- (1757-1804) Poul Abraham lensbaron Lehn
- (1804-1805) Johanne Poulsdatter Lehn gift Wallmoden
- (1805-1831) Poul Godske lensbaron von Bertouch-Lehn
- (1831-1905) Johan Julian Sophus Ernst lensbaron Bertouch-Lehn
- (1905-1928) Poul Abraham lensbaron Bertouch-Lehn
- (1928-1961) Julian Vilhelm Carl Severin Rudolph Joachim lensbaron Bertouch-Lehn
- (1961-1976) Rudolph Frederik Carl Adam lensbaron Bertouch-Lehn
- (1976-1986) Poul Christian lensbaron Bertouch-Lehn
- (1986-2011) Eric Rudolph baron Bertouch-Lehn
- (2011-) Nicolas Erik Carl Poul Johan Dmitri baron de Bertouch-Lehn